# Rankin (Texas)
Rankin é uma cidade localizada no estado norte-americano de Texas, no Condado de Upton.

## Demografia
Segundo o censo norte-americano de 2000, a sua população era de 800 habitantes.
Em 2006, foi estimada uma população de 746, um decréscimo de 54 (-6.8%).

## Geografia
De acordo com o United States Census Bureau tem uma área de
2,8 km², dos quais 2,8 km² cobertos por terra e 0,0 km² cobertos por água. Rankin localiza-se a aproximadamente 767 m acima do nível do mar.

## Localidades na vizinhança
O diagrama seguinte representa as localidades num raio de 48 km ao redor de Rankin.